# Angela N. H. Creager

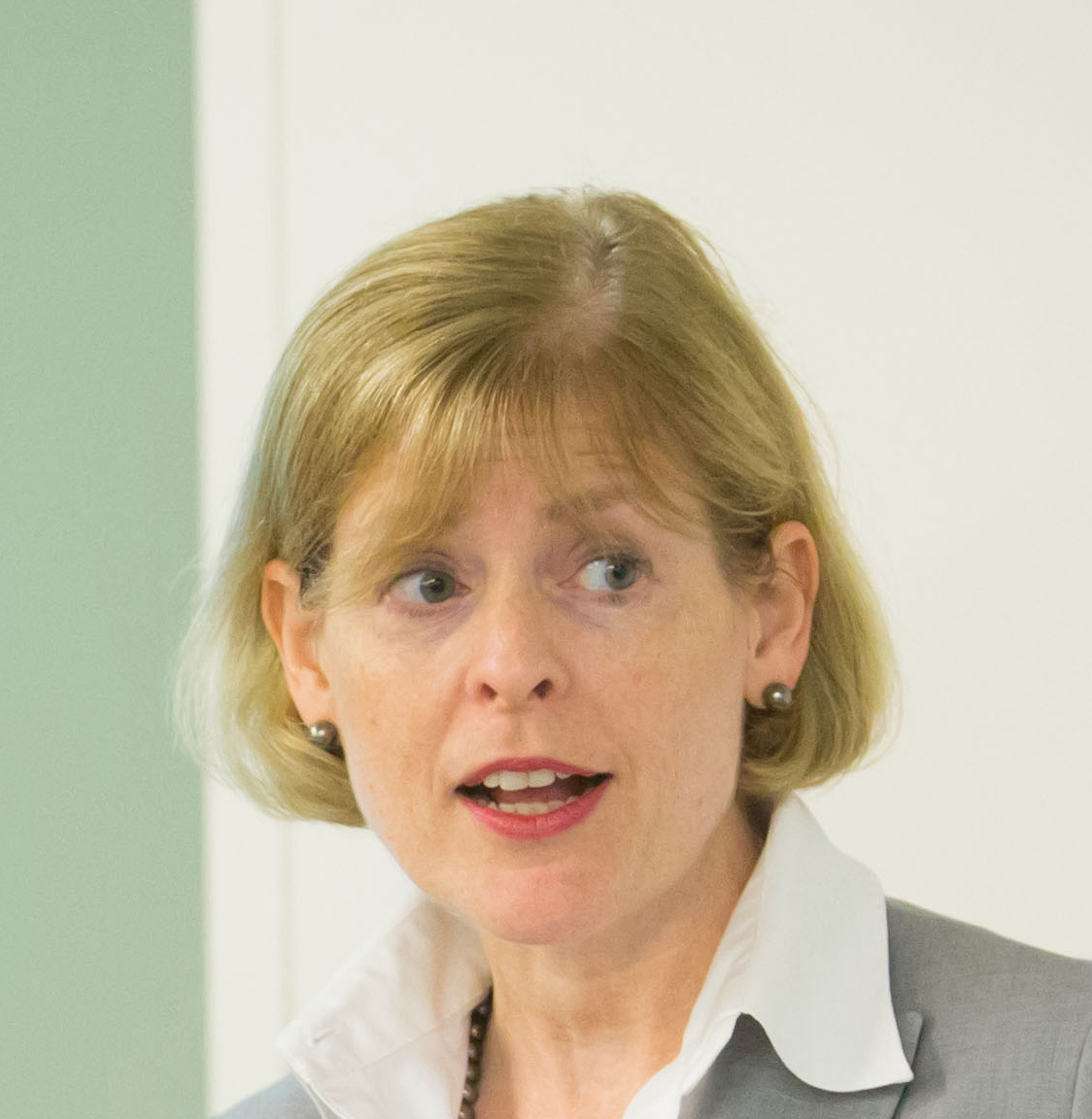
Creager en 2014

Angela N. H. Creager (1963) es una bioquímica e historiadora de la ciencia estadounidense.
Ha sido presidenta de Sociedad de Historia de la Ciencia y es autora de The Life of a Virus: Tobacco Mosaic Virus as an Experimental Model, 1930-1965 (University of Chicago Press, 2002), sobre el virus del mosaico del tabaco, y Life Atomic: A History of Radioisotopes in Science and Medicine (University of Chicago Press, 2013), sobre el empleo de radioisótopos en ciencia y medicina.
También ha sido editora de Feminism in Twentieth-Century Science, Technology, and Medicine (University of Chicago Press, 2002), junto a Elizabeth Lunbeck y Londa Schiebinger, The Animal/Human Boundary: Historical Perspectives (University of Rochester Press, 2002), junto a William Chester Jordan, y Science without Laws: Model Systems, Cases, Exemplary Narratives (Duke University Press, 2007), junto a Elizabeth Lunbeck y M. Norton Wise.